# Zhu De
Zhu De (chinês: 朱德, pinyin: Zhū Dé; por vezes escrito como  Chu Teh; Yilong] Sichuan, 1 de dezembro de 1886 — Pequim, 6 de julho de 1976) foi um comunista chinês, líder militar, estadista e político, fundador do Exército Vermelho Chinês, precursor do Exército de Libertação Popular. Projetou a Revolução Chinesa que deu origem a República Popular da China.
Educado na Academia Militar em Yunnan, Zhu De iniciou sua carreira militar durante a "Era dos senhores da guerra" no sul da China. Continuou sua carreira em Göttingen (Alemanha) e em Moscou. Se juntou ao Partido Comunista da Alemanha em 1922, escondendo sua filiação para se tornar um oficial do Exército Nacional Revolucionário.
Em 1927 participou, juntamente com Zhou Enlai, do Levante de Nanchang promovido pelos comunistas, o evento é celebrado anualmente na República Popular da China, por considerar o marco no nascimento do Exército de Libertação Popular. Quando a revolta foi derrotada, Zhu De conduziu suas tropas ao sul para unir-se as pequenas forças de guerrilha de Mao Tse-tung.
Tornou-se comandante-em-chefe das forças comunistas, uma posição que ocupou durante a Segunda Guerra Mundial e a guerra civil contra os nacionalistas, até 1954, sendo promovido a marechal em 1955. Juntamente com Mao Tse-tung, Zhu De é reconhecido por elevar a guerra de guerrilha a um conceito estratégico.

## Vida pregressa
Zhu nasceu em 1 de dezembro de 1886, em uma família de agricultores pobres em Hung, Yilong, uma região isolada e montanhosa na região norte da província de Sichuan. Das 15 crianças nascidas na famílias, somente oito sobreviveram. Sua família realocou-se para Sichuan durante a migração para a província de Hunan e Cantão. Sua origem é geralmente atribuída como sendo Hacá, mas a biografia de Agnes Smedley afirma que seu povo veio de Cantão e fala Hakka meramente por serem associados a eles. Ela também afirma que gerações mais velhas de sua família falava o "dialeto Kwangtung" (o que pode ser próximo mas provavelmente diferentes do Cantonês moderno) e que sua geração também falava o "dialeto Szechwan" Sichuanês, uma variante regional distinta do Mandarim Sudoeste que é ininteligível para outros falantes do Chinês Padrão (Mandarim).
Apesar da pobreza da família, eles reuniram recursos e escolheram Zhu para ser enviado para uma escola privada da região em 1892. Aos nove anos ele foi adotado por seus tio próspero, cuja influência política permitiu que ele tivesse acesso à Academia Militar de Yunnan. Ele se matriculou em um colégio de Sichuan por volta de 1907 e graduou-se em 1908. Subsequentemente, ele voltou para a escola primária de Yilong como um instrutor de ginásio. Um defensor da ciência moderna e ensino político em vez da rigorosa educação clássica oferecida pelas escolas, ele foi demitido de seu posto e entrou na Academia Militar de Yunnan Military Academy em Kunming. Lá, ele ingressou no Exército de Beiyang e na sociedade política secreta Tongmenghui (o precursor do Kuomintang).